# 310
| 310                |
| ------------------ |
| Dødsfald - Fødsler |
|                    |

| Gregoriansk kalender | 310 CCCX                |
| Ab urbe condita      | 1063                    |
| Armensk kalender     | I/T                     |
| Kinesiske kalender   | 3006 – 3007 己巳 – 庚午 |
| Etiopisk kalender    | 302 – 303               |
| Jødisk kalender      | 4070 – 4071             |
| Hindukalendere       |                         |
| - Vikram Samvat      | 365 – 366               |
| - Shaka Samvat       | 232 – 233               |
| - Kali Yuga          | 3411 – 3412             |
| Iransk kalender      | 312 BP – 311 BP         |
| Islamisk kalender    | 322 BH – 321 BH         |

Se også 310 (tal)